# Edith Halbert
Edith Conrad Halbert es una física estadounidense, miembro de la Sociedad Estadounidense de Física en 1972. Trabajó en cálculos en el modelo de capa nuclear en el Laboratorio Nacional de Oak Ridge.

## Educación
Halbert asistió a la Universidad Cornell, donde fue elegida miembro de Sigma Xi  y se graduó con una licenciatura en 1951. Después realizó en la Universidad de Rochester estudios de posgrado en física. En Rochester, fue alumna de James Bruce French. Obtuvo su doctorado en 1957 con la tesis doctoral titulada A Shell Model for the Even-Parity States of Nitrogen-15.
Trabajó en el Laboratorio Nacional Oak Ridge, donde dirigió el desarrollo del Programa Oak Ridge-Rochester Multi-Shell, un programa informático utilizado para calcular las propiedades de los núcleos atómicos basándose en el modelo de capas nuclear. Mientras estuvo en Oak Ridge, también trabajó como científica visitante en el grupo de la teoría nuclear de baja energía del Laboratorio Nacional de Brookhaven y en el grupo de la teoría nuclear en la Universidad de Stony Brook.

## Biografía
Halbert provenía de una familia de Forest Hills, en Nueva York. Se casó con Melvin Halbert de Jamaica, Queens, también estudiante de física de Cornell y más tarde investigador de Oak Ridge.

## Publicaciones
- Zucker, A.; Howard, F. T.; Halbert, E. C., eds. (1961). Proceedings of the 2nd Conference on Reactions Between Complex Nuclei, May 2–4, 1960, Gatlinburg, Tennessee. New York & London: John Wiley & Sons.[11][12]
- Halbert, E. C. (January 1964). «Optical-model analysis of elastic deuteron scattering». Nuclear Physics (en inglés) 50: 353-402. Bibcode:1964NucPh..50..353H. doi:10.1016/0029-5582(64)90216-0.
- Austern, N.; Drisko, R. M.; Halbert, E. C.; Satchler, G. R. (13 de enero de 1964). «Theory of finite-range distorted-waves calculations». Physical Review (en inglés) 133 (1B): B3-B16. Bibcode:1964PhRv..133....3A. ISSN 0031-899X. doi:10.1103/PhysRev.133.B3.
- McGrory, J. B.; Wildenthal, B. H.; Halbert, E. C. (1 de julio de 1970). «Shell-model structure of 42−50Ca». Physical Review C (en inglés) 2 (1): 186-212. Bibcode:1970PhRvC...2..186M. ISSN 0556-2813. doi:10.1103/PhysRevC.2.186.
- Ichimura, Munetake; Arima, Akito; Halbert, E. C.; Terasawa, Tokuo (April 1973). «Alpha-particle spectroscopic amplitudes and the SU(3) model». Nuclear Physics A (en inglés) 204 (2): 225-278. Bibcode:1973NuPhA.204..225I. doi:10.1016/0375-9474(73)90272-8.